# Imperatrix (Schiff)
Die Imperatrix war ein 1888 in Dienst gestelltes Passagierschiff der österreichisch-ungarischen Reederei Österreichischer Lloyd, das Passagiere und Fracht von Triest nach Bombay via Sueskanal und Aden brachte. Der Dampfer war eines der größten Schiffe des Lloyd und galt als Stolz der Reederei. Am 22. Februar 1907 geriet der Dampfer bei Elafonisi, einer kleinen Insel vor der Südwestküste von Kreta, in einen Sturm, wurde vom Kurs abgelenkt und prallte auf die Klippen. Durch das Unglück kamen 40 der 140 an Bord befindlichen Menschen ums Leben.

## Das Schiff
Der aus Stahl gebaute 118 m lange Passagierdampfer Imperatrix wurde 1888 vom Österreichischen Lloyd, einer 1833 gegründeten Schifffahrtsgesellschaft mit Sitz in Triest, in deren hauseigener Bauwerft Trieste Arsenale in Triest gebaut. Sie hatte ein Schwesterschiff, die bereits 1886 fertiggestellte Imperator. Die beiden über 4.000 BRT großen Schiffe wurden für den Expressservice von Triest nach Bombay via Sueskanal gebaut, für den sie durchschnittlich 18 Tage benötigten. Sie waren die bis dahin größten und luxuriösesten Schiffe der Reederei. Im Juli 1888 wurde die Imperatrix fertiggestellt.
Der Rumpf der Imperatrix war durch sechs wasserdichte Schotten unterteilt und verfügte über einen doppelten Boden, der 290 Tonnen Wasser als Ballast aufnehmen konnte. Bei ihrem Stapellauf im Mai 1888 war sie eines der größten Schiffe in der Flotte des Österreichischen Lloyd. Die Funkabkürzung des Schiffs lautete HKTD. Ihr erster Kapitän war F. Egger.
Das Schiff verfügte über ein eigenes Bordpostamt, das ab 1889 bis 1899 bei bestimmten Postabstempelungen die Nummer „XV“ trug, die nach dem Verkauf der Dido verfügbar war.

## Die letzte Fahrt

### Strandung
Am Dienstag, dem 19. Februar 1907, legte die die Imperatrix in Triest unter dem Kommando von Kapitän G. Ghezzo zu einer weiteren Überfahrt nach Bombay ab. Sie hatte 120 Besatzungsmitglieder und 20 Passagiere, darunter zwei Kinder und vier Nonnen, an Bord. Vor Elafonisi, einer kleinen unbewohnten Insel an der Südwestküste Kretas, geriet das Schiff in der Nacht vom 21. auf den 22. Februar in einen schweren Sturm, der es vom Kurs abbrachte. Zur damaligen Zeit gab es auf der Insel noch keinen Leuchtturm, der den Schiffen den Weg wies, daher kam die Imperatrix der Felsenküste an der Westseite von Elafonisi zu nah. Dort fallen 40 m hohe steile Felswände in eine flache See voller gefährlicher Unterwasserfelsen und Riffs ab, zudem gibt es eine sehr starke Strömung und Schiffe sind den starken Westwinden ungeschützt ausgesetzt.
Um etwa 03.00 Uhr nachts am 22. Februar prallte die Imperatrix mit ihrem Heck auf die Felsen. Kapitän Ghezzo beorderte Passagiere und Mannschaft nach vorn, damit das Heck entlastet wurde und sich wieder anhob. Durch ein Loch im Heck drang jedoch bereits Wasser ein und die Imperatrix begann, mit dem Heck voran zu sinken. In der Verwirrung und Panik bestiegen 40 Besatzungsmitglieder ein Rettungsboot, obwohl die Evakuierung des Schiffs nicht befohlen worden war. Das Boot kenterte in der schweren See und die Männer ertranken. Es handelte sich um 32 Österreicher und acht Inder. Etwa ein Dutzend weiterer Besatzungsmitglieder unter der Führung des Leitenden Offiziers schafften es aber, an Land zu gelangen, um Hilfe zu holen.

### Rettung
Die an Bord Zurückgebliebenen saßen zwei Tage auf dem Schiff fest. Versuche, eine Seilverbindung zum Land herzustellen, scheiterten; ebenso der Versuch, aus hölzernen Wrackteilen eine Art Verbindungssteg zu bauen. Solange der Sturm sich nicht legte, konnte das Schiff nicht evakuiert werden. Erst als der Abt und die Mönche des nahen Klosters Chrysoskalitissa die Rettungsaktion in die Hand nahmen, konnten die verbliebenen Passagiere der Imperatrix gerettet werden. Sie wurden mit Nahrung und Wasser sowie trockener Kleidung versorgt.
Nachdem die Nachricht von dem Unglück die Hafenstadt Chania auf Kreta erreicht hatte, entsandte die Kaiserlich Russische Marine, die einige Kriegsschiffe in Chania vor Anker hatte, das Torpedoboot 212 und das Kanonenboot Chiwinez nach Elafonisi. Die französische Marine sandte den Kreuzer Faucon und die italienische Marine das Kanonenboot Curatore. Zusätzlich machte sich der 1.859 BRT große Passagierdampfer Castore des Österreichischen Lloyd auf den Weg. Diese Schiffe nahmen die 100 Überlebenden auf und brachten sie nach Chania. Das Schiff wurde zu einem Totalverlust erklärt; bis auf einen kleinen unerheblichen Teil ging die gesamte Ladung verloren. Unter den Überlebenden waren der Kapitän, der Schiffsarzt, der Chefingenieur und alle Passagiere.
Sobald Kaiser Franz Joseph von Österreich von dem Unglück erfahren hatte, orderte er ausdrücklich an, dass ihm jede weitere Neuigkeit umgehend zu übermitteln sei.

## Das Wrack
Die Überreste der Imperatrix liegen in etwa 10 m Tiefe und sind nur per Schiff oder Boot und bei ruhigem Wetter erreichbar. In den Jahren nach dem Untergang wurde viel von der Ladung, den Maschinen und anderen Dingen geborgen, sodass das Wrack heute lediglich eine leere Hülle aus Metallspanten ist. Viele Bullaugen sind noch intakt in ihren Rahmen verankert. Das Wrack wird regelmäßig von Tauchern aufgesucht.
Das Unglück der Imperatrix sorgte langfristig für die Errichtung eines Leuchtturms auf Elafonisi. Dieser wurde 1945 beim Rückzug der Deutschen Truppen von Kreta zerstört, anschließend aber wieder aufgebaut.